# Maurice von Battenberg

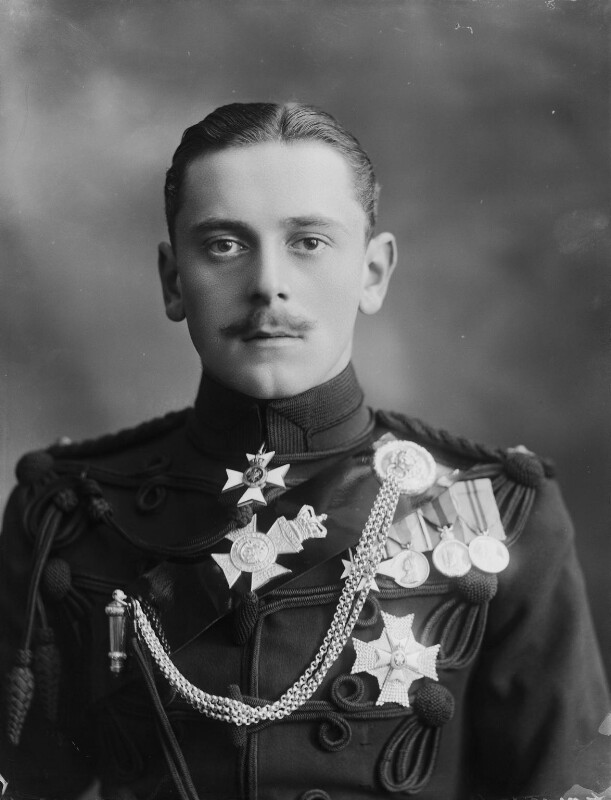
Maurice von Battenberg

Prinz Maurice Victor Donald von Battenberg, KCVO (* 3. Oktober 1891 auf Balmoral Castle, Aberdeenshire, Schottland; † 27. Oktober 1914 in Ypern, Belgien) war ein Mitglied der britischen Königsfamilie und des Hauses Battenberg, einer Nebenlinie des hessischen Herrscherhauses. Er war zeit seines Lebens als Prinz von Battenberg bekannt, da er starb, bevor alle Mitglieder der Königsfamilie im Jahr 1917 auf ihre deutschen Titel verzichteten und der englische Zweig des Hauses Battenberg in Mountbatten umbenannt wurde.

## Kindheit und Jugend
Prinz Maurice von Battenberg wurde am 3. Oktober 1891 auf Balmoral Castle in Schottland geboren. Er war der dritte Sohn und das jüngste Kind des Prinzen Heinrich Moritz von Battenberg (1858–1896) und seiner Gemahlin Prinzessin Beatrice von Großbritannien und Irland (1857–1944). Väterlicherseits war er Enkel des Prinzen Alexander von Hessen-Darmstadt und der Gräfin Julia Hauke. Mütterlicherseits waren Königin Victoria von Großbritannien und Prinz Albert von Sachsen-Coburg und Gotha seine Großeltern. Er war der jüngste Enkel der Königin.

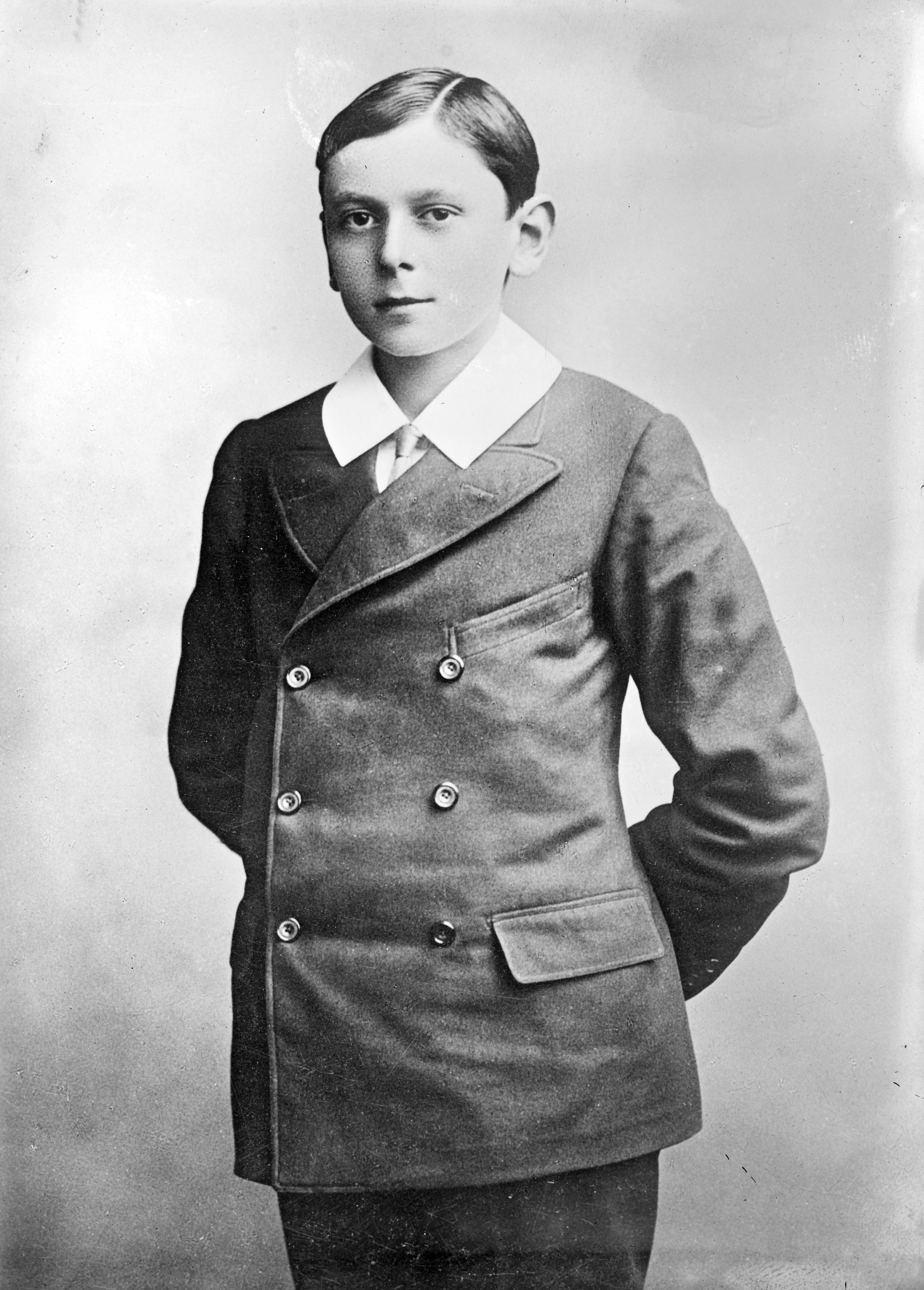
Maurice von Battenberg als Jugendlicher um 1905

Maurice wurde am 31. Oktober desselben Jahres im Salon von Balmoral Castle getauft. Seinen Namen Maurice erhielt er von seinem Vater, um dessen Zweitnamen es sich handelte. Victor war eine Anlehnung an Königin Victoria und Donald erhielt er zu Ehren Schottlands. Seine Paten waren Prinz Arthur, Duke of Connaught and Strathearn, dessen Frau Luise Margareta, Prinzessin Marie von Baden, Prinz Albert Victor, Duke of Clarence and Avondale, Prinz Franz Joseph von Battenberg und Großherzog Ernst Ludwig von Hessen.
Er hatte noch drei weitere Geschwister, Alexander (1886–1960), Victoria Eugénie (1887–1969) und Leopold (1889–1922). Maurices ältester Bruder Alexander wurde später Marquise von Carisbrooke. Die einzige Schwester Victoria Eugenie, genannt Ena, wurde später als Gemahlin Alfons XIII. von 1906 bis 1931 Königin von Spanien. Leopold, der zweite Bruder litt an der Bluterkrankheit, die er von seiner Mutter erbte. Er starb 1922 während einer Operation an der Hüfte.
Prinz Heinrich Moritz starb am 20. Januar 1896 in Sierra Leone an Malaria. Zuvor hatte er an einer Expedition in Aschanti, Ghana, teilgenommen. Maurice war zu diesem Zeitpunkt vier Jahre alt und nun Halbwaise. Seine Mutter hatte ihren Vater 1861 im selben Alter verloren. Als Kind genoss Maurice die ganze Sympathie seiner Mutter. Er war deren Lieblingskind, weil er seinem verstorbenen Vater sehr ähnelte. Er wuchs mit seinen Geschwistern im Kensington Palace in London auf.
Der Prinz erhielt seine Erziehung zuerst durch Hauslehrer und Gouvernanten. Später war er Schüler der Lockers Park School in Hertfordshire. Außerdem besuchte er das Wellington College in Berkshire und war Mitglied von Benson House. 1910 trat er dem King’s Royal Rifle Corps bei.

## Späteres Leben

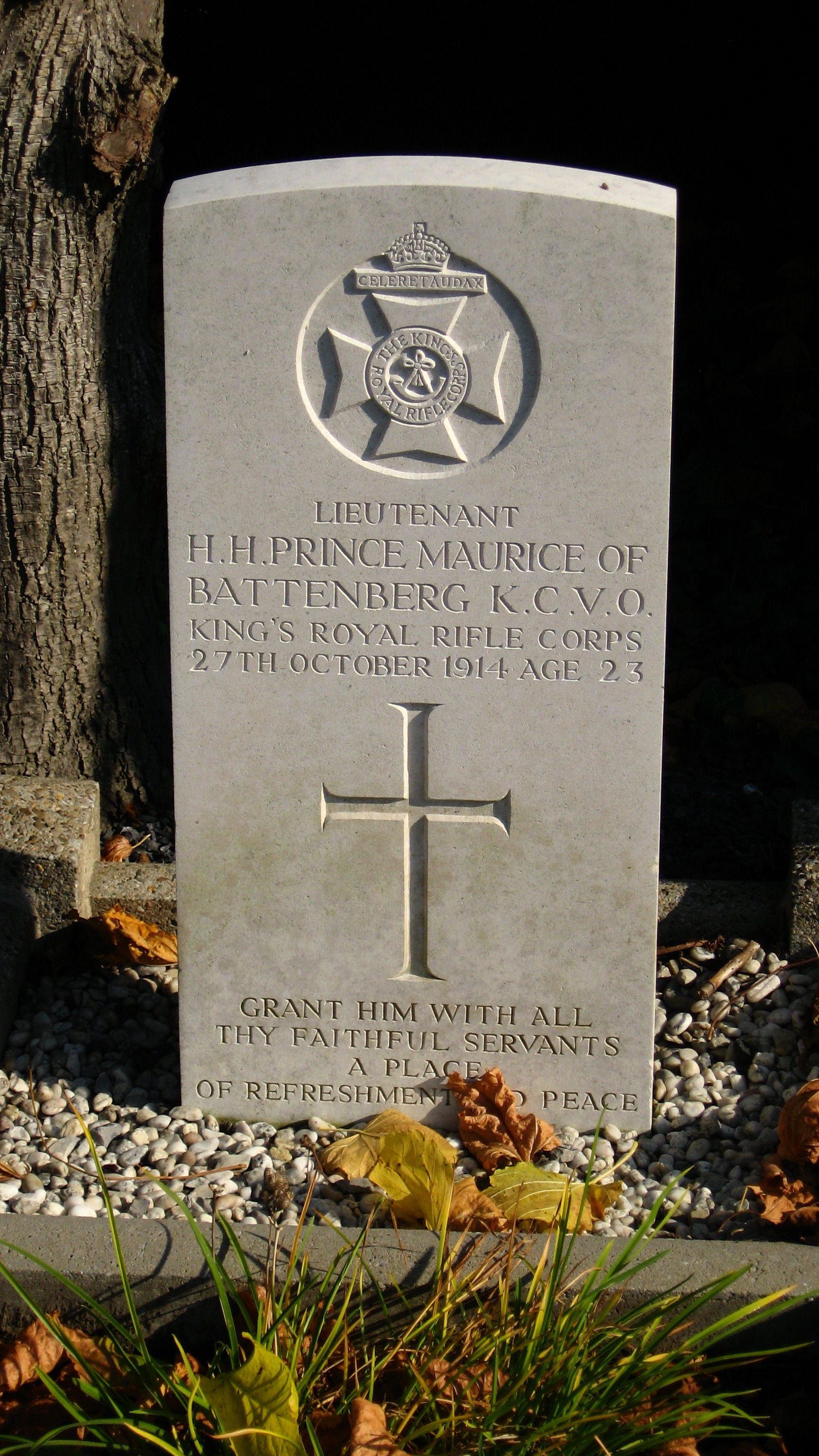
Prinz Maurices Grab in Ypern, Belgien

Als 1914 der Erste Weltkrieg ausbrach, wurden Maurice und seine Brüder in die britische Armee eingezogen. Er diente als Leutnant im King’s Royal Rifle Corps. Am 27. Oktober 1914 wurde er in Ypern durch einen Granatsplitter tödlich verletzt und starb noch am selben Tag. Maurice liegt auf dem Ypres Town Commonwealth War Graves Commission Cemetery and Extension begraben. Eine Gedenktafel für ihn und seinen Bruder Leopold befindet sich in der Kathedrale von Winchester.
Am 5. November 1914 fand ein Gedenkgottesdienst für Prinz Maurice in der Kapelle des St James’s Palace statt. U.a. nahmen seine Mutter, König Georg V. und Königin Mary, die Königinmutter Alexandra, Premierminister Herbert Henry Asquith und Éugenie, die ehemalige Kaiserin von Frankreich, am Gottesdienst teil.